# Neolitsea amboinensis
Neolitsea amboinensis är en lagerväxtart som beskrevs av Elmer Drew Merrill. Neolitsea amboinensis ingår i släktet Neolitsea och familjen lagerväxter. Inga underarter finns listade i Catalogue of Life.